# Hôtel du comte d'Oultremont
 (août 2025).
Si vous disposez d'ouvrages ou d'articles de référence ou si vous connaissez des sites web de qualité traitant du thème abordé ici, merci de compléter l'article en donnant les références utiles à sa vérifiabilité et en les liant à la section « Notes et références ».
L'hôtel du comte d'Oultremont est un hôtel particulier situé à Woluwe-Saint-Pierre.

## Localisation
L'hôtel particulier est situé au boulevard Brand Whitlock 6 à Woluwe-Saint-Pierre.

## Historique
Construit en 1924 par l'architecte Paul Bonduelle.

## Accès
| ___ | Ce site est desservi par la station de métro : Montgomery. |